# Finale della Coppa UEFA 1982-1983
La finale della 12ª edizione della Coppa UEFA fu disputata in gara d'andata e ritorno tra Anderlecht e Benfica. Il 4 maggio 1983 allo stadio Heysel di Bruxelles la partita, arbitrata dal bulgaro Bogdan Dočev, finì 1-0.
La gara di ritorno si disputò dopo due settimane al da Luz di Lisbona e fu arbitrata dall'olandese Charles Corver. Il match terminò 1-1 e ad aggiudicarsi il trofeo fu la squadra belga.

## Le squadre
| Squadre    | Partecipazioni precedenti (il grassetto indica la vittoria) |
| ---------- | ----------------------------------------------------------- |
| Anderlecht | Nessuna                                                     |
| Benfica    | Nessuna                                                     |

## Il cammino verso la finale
L'Anderlecht di Paul van Himst (che aveva sostituito Tomislav Ivić) esordì contro i finlandesi del Koparit vincendo agilmente con un risultato aggregato di 6-1. Nel secondo turno i belgi affrontarono i lusitani del Porto, battendoli con un risultato complessivo di 6-3. Agli ottavi di finale gli jugoslavi del Sarajevo furono sconfitti all'andata con un tennistico 6-1 che rese di fatto ininfluente la sconfitta per 1-0 in Bosnia. Ai quarti i Paars-wit affrontarono gli spagnoli del Valencia, battendoli sia in trasferta che in casa rispettivamente 2-1 e 3-1. In semifinale i cecoslovacchi del Bohemians ČKD Praga furono battuti con un risultato complessivo di 4-1.

Manuel Bento, portiere del Benfica finalista, in azione sul campo della Roma per i quarti di finale.

Il Benfica di Sven-Göran Eriksson iniziò il cammino europeo contro gli spagnoli del Real Betis vincendo con un risultato complessivo di 4-2. Nel secondo turno i portoghesi affrontarono i belgi del Lokeren, battendoli col risultato totale di 4-1. Agli ottavi gli svizzeri dello Zurigo furono sconfitti in Portogallo 4-0 dopo il pari per 1-1 rimediato in Svizzera. Ai quarti di finale le Águias affrontarono gli italiani della Roma e passarono il turno grazie alla vittoria all'Olimpico per 2-1 e al pari interno per 1-1. In semifinale i sorprendenti rumeni dell'FCU Craiova furono superati solo grazie alla regola dei gol fuori casa, in virtù dello 0-0 casalingo e dell'1-1 esterno.

## Le partite
A Bruxelles va in scena la finale d'andata tra l'Anderlecht, vincitore di due Coppe delle Coppe, e il Benfica, vincitore di due Coppe dei Campioni e giunto all'ultimo atto imbattuto, entrambi alla prima finale di questa manifestazione. La partita non è spettacolare con le due squadre piuttosto contratte. Il gol del danese Kenneth Brylle alla mezz'ora è l'unica marcatura della partita e dà la vittoria ai belgi, nonché la prima sconfitta dopo 22 gare europee al tecnico svedese Eriksson.
A Lisbona, due settimane più tardi, i portoghesi vanno in vantaggio con Shéu (il sostituto del capocannoniere del torneo Zoran Filipović), ma vengono quasi subito riagguantati dalla rete di Juan Lozano. Nella ripresa l'Anderlecht ha buon gioco nel contenere gli attacchi dei lusitani che ancora una volta sono colpiti dalla maledizione di Béla Guttmann. I belgi invece vincono il loro terzo trofeo europeo su quattro tentativi.

## Tabellini

### Andata
| Arbitro: | Bogdan Dočev |

|            |           |  |
| Brylle 30’ | Marcatori |  |

| Anderlecht | Benfica |

| Anderlecht     |    |                         |     |     |
|                |    |                         |     |     |
| P              | 1  | Jacky Munaron           |     |     |
| D              | 2  | Wim Hofkens             |     |     |
| D              | 3  | Luka Peruzović          |     |     |
| D              | 4  | Morten Olsen            |     |     |
| D              | 5  | Michel De Groote        | 82’ |     |
| C              | 6  | Per Frimann             |     |     |
| C              | 10 | Ludo Coeck              |     |     |
| C              | 8  | Franky Vercauteren      |     |     |
| C              | 11 | Juan Lozano             |     |     |
| A              | 7  | Erwin Vandenbergh       |     | 79’ |
| A              | 9  | Kenneth Brylle          |     |     |
| Sostituzioni:  |    |                         |     |     |
| A              | 16 | Alexandre Czerniatynski |     | 79’ |
|                |    |                         |     |     |
| Allenatore:    |    |                         |     |     |
| Paul van Himst |    |                         |     |     |

| Benfica             |    |                    |          |     |
|                     |    |                    |          |     |
| P                   | 1  | Manuel Bento       |          |     |
| D                   | 2  | Minervino Pietra   | 71’      |     |
| D                   | 3  | Frederico Rosa     |          | 79’ |
| D                   | 4  | Humberto Coelho    |          |     |
| D                   | 5  | Álvaro Magalhães   |          |     |
| C                   | 6  | Carlos Manuel      |          |     |
| C                   | 7  | José Luis          | 11’, 75’ |     |
| C                   | 8  | Shéu               |          |     |
| C                   | 9  | Fernando Chalana   |          |     |
| A                   | 10 | Zoran Filipović    |          | 62’ |
| A                   | 11 | Diamantino Miranda |          |     |
| Sostituzioni:       |    |                    |          |     |
| C                   | 16 | Tamagnini Nené     |          | 62’ |
| C                   | 13 | Bastos Lopes       |          | 79’ |
| Allenatore:         |    |                    |          |     |
| Sven-Göran Eriksson |    |                    |          |     |

### Ritorno
| Arbitro: | Charles Corver |

|          |           |            |
| Shéu 32’ | Marcatori | 38’ Lozano |

| Benfica | Anderlecht |

| Benfica             |    |                    |  |     |
|                     |    |                    |  |     |
| P                   | 1  | Manuel Bento       |  |     |
| D                   | 2  | Minervino Pietra   |  |     |
| D                   | 3  | Humberto Coelho    |  |     |
| D                   | 5  | Bastos Lopes       |  | 60’ |
| D                   | 4  | António Veloso     |  |     |
| C                   | 6  | Carlos Manuel      |  |     |
| C                   | 7  | Glenn Strömberg    |  |     |
| C                   | 8  | Shéu               |  | 50’ |
| A                   | 9  | Fernando Chalana   |  |     |
| A                   | 10 | Tamagnini Nené     |  |     |
| A                   | 11 | Diamantino Miranda |  |     |
| Sostituzioni:       |    |                    |  |     |
| C                   | 16 | Zoran Filipović    |  | 50’ |
| C                   | 12 | João Alves         |  | 60’ |
| Allenatore:         |    |                    |  |     |
| Sven-Göran Eriksson |    |                    |  |     |

| Anderlecht     |    |                    |  |     |
|                |    |                    |  |     |
| P              | 1  | Jacky Munaron      |  |     |
| D              | 3  | Luka Peruzović     |  |     |
| D              | 5  | Walter De Greef    |  |     |
| D              | 2  | Hugo Broos         |  |     |
| D              | 4  | Morten Olsen       |  |     |
| C              | 6  | Michel De Groote   |  |     |
| C              | 7  | Per Frimann        |  |     |
| C              | 11 | Juan Lozano        |  |     |
| C              | 10 | Ludo Coeck         |  |     |
| A              | 8  | Franky Vercauteren |  |     |
| A              | 9  | Erwin Vandenbergh  |  | 78’ |
| Sostituzioni:  |    |                    |  |     |
| A              | 13 | Kenneth Brylle     |  | 78’ |
|                |    |                    |  |     |
| Allenatore:    |    |                    |  |     |
| Paul van Himst |    |                    |  |     |